# Dvadashaksharamantra
Das Dvadashaksharamantra (Sanskrit: द्वादशाक्षर मन्त्र dvādaśākṣara mantra m. »zwölfsilbiges Mantra«) ist ein zwölfsilbiges Mantra, und bedeutet insbesondere das Mantra zur Verehrung von Krishna Vasudeva. Es gehört zu den wichtigsten Mantren der Vaishnava.

## Wortlaut
ॐ नमो भगवते वासुदेवाय
oṃ namo bhagavate Vāsudevāya
Om Namo Bhagavate Vasudevaya
Verehrung dem Herrn Vasudeva

## Überlieferung
Nach dem Vishnu Purana wurde das Mantra von den sieben Weisen, den Saptarishi, dem Dhruva vermittelt. Als dieser Krishna lange Jahre mit diesem Mantra verehrt hatte, wurde er als Dank für seine Hingabe als Polarstern an den Himmel versetzt, als Symbol für seine Festigkeit im Glauben.